# 웨폰 (영화)
《웨폰》(영어: Weapons)은 2025년 개봉한 미국의 미스터리 공포 영화로, 잭 크레거가 감독과 각본, 공동 제작을 맡았다. 조시 브롤린, 줄리아 가너, 캐리 크리스토퍼, 올든 에런라이크, 오스틴 에이브럼스, 베네딕트 웡, 에이미 매디건이 출연한다. 줄거리는 같은 학급의 17명의 아이들이 정체를 알 수 없는 힘에 납치되어 같은 날 밤 갑자기 집에서 도망쳐 사라지는 설명할 수 없는 사건을 다룬다.
2025년 8월 8일 워너 브라더스 픽처스를 통해 미국에서 개봉했다. 긍정적인 평가를 받았으며 전 세계적으로 8,130만 달러의 수익을 올렸다.

## 줄거리
어린 내레이터는 어느 수요일, 펜실베이니아 메이부룩에서 새벽 2시 17분에 저스틴 갠디 선생님의 3학년 학급 학생 17명이 갑자기 집에서 도망쳐 알렉스 릴리를 제외하고 모두 사라지는 사건이 발생했다고 설명한다. 경찰 수사가 시작된다.
사건 발생 거의 한 달 후, 마커스 밀러 교장은 지역 사회가 아이들의 실종에 그녀가 연루되었다고 의심하면서 저스틴에게 휴가를 준다. 우울해진 그녀는 알코올 의존증에 빠져 전 남자친구이자 경찰관인 폴 모건에게서 위로를 찾는다. 한편, 실종된 아이들 중 한 명인 매튜의 아버지 아처 그래프는 아들의 실종으로 힘들어하며 경찰의 비효율적인 수사에 좌절하여 직접 수사를 시작한다.
알렉스의 안녕을 걱정한 저스틴은 알렉스를 집까지 따라가 창문이 모두 신문으로 가려져 있고 알렉스의 부모가 소파에 완전히 움직이지 않고 앉아 있는 것을 발견한다. 그녀는 마커스에게 말하고 안녕 확인을 요청한다. 저스틴과 아처는 실종된 아이들과 광대 같은 화장을 한 낯선 여인에 대한 꿈을 꾼다. 저스틴은 알렉스의 집을 다시 방문하지만 차 안에서 잠이 들고, 꼭두각시처럼 걷는 알렉스의 엄마가 집 밖으로 나와 저스틴의 머리카락을 자른다.
훔친 물건을 전당포에 맡겨 생활하는 지역 마약 중독자 제임스는 버려진 집이라고 생각하고 알렉스의 집에 침입하여 알렉스의 부모와 실종된 아이들이 지하실에서 혼수 상태로 있는 것을 발견한다. 실종된 아이들에 대한 포스터에서 현금 보상금을 약속하는 것을 발견한 그는 경찰서에 자신의 발견을 신고하러 가지만, 이전에 말다툼으로 제임스를 위협했던 폴이 그를 발견하고 추격한다. 제임스는 숲으로 도망치고, 그곳에서 저스틴과 아처의 악몽에 나왔던 여인을 본다. 폴은 제임스를 잡고 알렉스의 집으로 운전하여 수사하러 가고, 제임스를 차 안에 수갑을 채워 둔다. 몇 시간 후, 폴은 차로 돌아와 제임스를 집으로 끌고 간다.
마커스는 학교에서 신비로운 여인인 알렉스의 괴짜 이모 글래디스를 만난다. 글래디스는 알렉스의 부모가 아프게 된 후 가족의 보호자라고 주장한다. 마커스는 알렉스의 부모를 만나야 한다고 주장한다. 나중에 글래디스는 마커스와 그의 남편 테리의 집으로 나타나 괴로워하는 척한다. 그녀는 항상 가지고 다니는 화분에 심은 나무 가지로 의식을 행하고, 최면으로 마커스를 유인하여 테리를 폭력적으로 살해한 다음, 마커스에게 저스틴을 죽이라고 명령한다. 마커스는 주유소에서 저스틴을 공격하여 그녀와 아처 사이의 말다툼을 방해하다가 차에 치여 사망한다. 그날 밤, 저스틴과 아처는 화해하고 아이들이 알렉스의 집으로 달려가고 있었다는 것을 깨닫는다.
글래디스는 알렉스의 이모로 위장한 죽어가는 마녀이며, 대상의 개인 소지품이 있으면 최면을 걸 수 있다는 것이 밝혀진다. 그녀의 부모에게 최면을 건 후, 글래디스는 알렉스에게 자신의 비밀을 지키라고 명령하고 그녀에게 불복종하면 그의 부모를 살해하겠다고 위협한다. 글래디스는 알렉스에게 각 반 친구들의 물건 하나씩을 모으도록 지시했고, 절박한 알렉스는 그녀가 회복되면 떠날 것이라고 약속하자 이를 따랐다. 글래디스는 반 친구들의 사물함에 있던 이름표를 사용하여 아이들을 최면으로 알렉스의 집으로 달려가게 했고, 그들을 지하실에 가두어 그들의 생명력을 흡수하여 자신의 수명을 연장했다.
알렉스의 집으로 들어가 조사하던 중, 저스틴과 아처는 최면에 걸린 폴과 제임스에게 공격당하고, 저스틴은 폴의 총으로 그들을 죽인다. 매튜를 찾던 아처는 지하실에서 글래디스를 만나고, 글래디스는 그를 최면으로 걸어 저스틴을 공격하게 만든다. 부모에게 쫓기던 알렉스는 글래디스의 방으로 들어가 그녀의 머리카락을 사용하여 그녀의 의식을 따라한다. 최면에 걸린 아이들은 갑자기 글래디스를 동네를 가로질러 쫓아가 몇 초 만에 붙잡아 사지 절단하고 참수하여 저주를 깨고 그녀의 살아있는 모든 희생자들을 최면에서 벗어나게 한다.
내레이터는 알렉스의 부모가 시설에 수용된 후 알렉스가 더 친절한 이모와 살기 위해 도시 밖으로 이사했다고 말한다. 아이들은 모두 부모와 재회했지만, 일부만이 다시 말할 수 있게 되었다.

## 출연진
- 조시 브롤린 - 매튜의 아버지 아처 그래프 역 (실종된 아이들 중 한 명)
- 줄리아 가너 - 저스틴 갠디 역 (학생 중 한 명을 제외하고 모두 사라진 학급의 선생님)
- 캐리 크리스토퍼 - 알렉스 릴리 역 (저스틴의 학급에서 사라지지 않은 유일한 아이)
- 올든 에런라이크 - 폴 모건 역 (저스틴과 복잡한 관계를 가진 문제 많은 경찰관)
- 오스틴 에이브럼스 - 제임스 역 (노숙자 마약 중독자이자 강도)
- 베네딕트 웡 - 마커스 밀러 역 (학교 교장)
- 에이미 매디건 - 글래디스 역 (알렉스의 이모를 자처하지만 실제로는 아이들의 에너지를 흡수하여 젊음을 유지하는 마녀)
- 토비 허스 - 에드 로크 역 (경찰 서장이자 폴의 장인)
- 세라 팩스턴 - 에리카 역 (실종된 아이들 중 한 명인 베일리의 어머니)
- 저스틴 롱 - 개리 역 (실종된 아이들 중 한 명인 베일리의 아버지)
- 준 다이앤 레이필 - 도나 모건 역 (폴의 아내이자 에드의 딸)
- 휘트머 토마스 - 릴리 씨 역 (알렉스의 아버지)
- 칼리 슈테라 - 릴리 부인 역 (알렉스의 어머니)
- 클레이턴 패리스 - 테리 밀러 역 (마커스의 남편)
- 루크 스피크먼 - 매튜 그래프 역 (아처의 아들이자 저스틴의 실종된 학생 중 한 명)
- 스칼렛 셔 - 영화의 어린 내레이터 역

## 제작

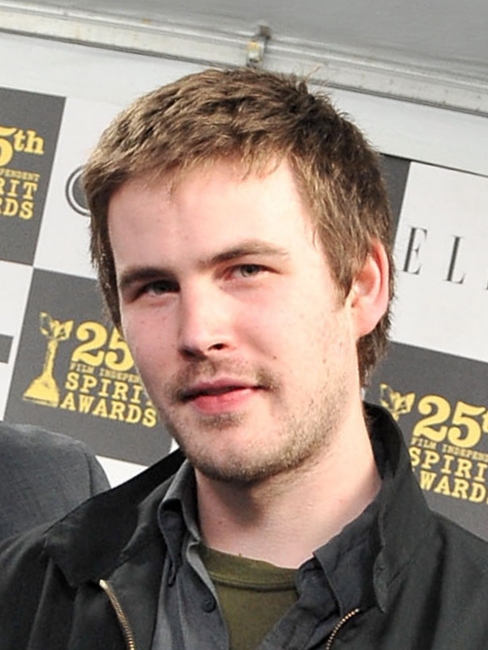
잭 크레거는 영화 각본의 판권을 3,800만 달러에 경매했다.

### 제작
영화 《바바리안》(2022)의 상업적, 비평적 성공 이후, 잭 크레거는 《웨폰》이라는 새로운 공개 대본 작업에 착수했다. 감독은 더 "개인적인 이야기"를 담은 "공포 서사"라로 밝혔으며, 부분적으로는 폴 토머스 앤더슨의 영화 《매그놀리아》(1999)와 제니퍼 이건의 소설 《방문객들》에서 영감을 받았다. 크레거는 가까운 친구이자 협력자인 트레버 무어의 죽음 이후 각본을 쓰게 되었다. 각본은 2023년 1월 22일 시장에 공개되었고, 넷플릭스, 뉴 라인 시네마, 트라이스타 픽처스, 유니버설 픽처스이 입찰 경쟁에 참여했다.
크레거에 따르면, 각본은 2023년 1월 23일 오전 8시에 Embershot 소프트웨어 앱을 통해 스튜디오에 전달되었고, 오전 9시 30분까지 워너 브라더스 픽처스의 CEO인 마이클 데루카가 크레거에게 연락하여 계약을 마무리했다. 뉴 라인은 제작 및 출연료를 포함한 모든 비용을 충당하기 위해 3,800만 달러를 제시하여 24시간 이내에 판권을 확보했으며, 크레거는 작가, 감독, 제작자로서 1,000만 달러와 시사회 반응에 따라 최종 편집권을 보장받았고, 극장 개봉도 확정되었다. 유니버설은 워너 브라더스보다 700만 달러 적게 제시했다. 조던 필의 회사인 몽키포 프로덕션은 유니버설과 함께 입찰 경쟁에 참여했지만, 경매에서 패배한 후 오랜 매니저인 조엘 자닥과 피터 프린시파토(후자는 크레거의 매니저이기도 했다)와 결별했다.

### 캐스팅
2023년 5월부터 7월 사이에 페드로 파스칼, 레나테 레인스베, 브라이언 타이리 헨리, 오스틴 에이브럼스, 톰 버크, 준 다이앤 레이필이 영화에 캐스팅되었다. 그러나 제작 지연과 2023년 할리우드 노동 분쟁으로 인해 파스칼, 레인스베, 헨리, 버크는 스케줄 문제로 영화에서 하차해야 했다. 특히 파스칼은 마블 시네마틱 유니버스 (MCU) 영화 《판타스틱 4: 새로운 출발》(2025)와의 약속 때문에 영화에서 하차해야 했다.
2024년 2월, 조시 브롤린이 파스칼을 대신하여 출연진에 합류했다. 4월에는 레인스베와 버크를 대신해 줄리아 가너와 올든 에런라이크가 출연진에 합류했다. 5월에는 베네딕트 웡 (헨리를 대신), 에이미 매디건과 캐리 크리스토퍼가 출연진에 합류한다고 발표되었다.

### 촬영
본 촬영은 2024년 5월 애틀랜타에서 진행되어 2024년 7월에 종료되었다. 메이부룩 초등학교는 터커에 설정되었다. 타임아웃에 따르면, 가장 바쁜 촬영일에는 170명 이상의 아이들이 제작에 참여했다. 촬영이 없을 때 아이들을 참여시키기 위해 아동 노동 코디네이터가 고용되었다. 주유소 장면은 조지아주 커빙턴의 BP 주유소 및 편의점에서 3일 동안 촬영되었다.

## 음악
《웨폰》의 사운드트랙은 2025년 8월 1일 워터타워 뮤직에서 발매되었다. 사운드트랙에는 라이언 홀러데이, 헤이즈 홀러데이, 감독 잭 크레거가 작곡한 36곡이 수록되어 있다. 또한, 영화의 오프닝 시퀀스에는 조지 해리슨의 "Beware of Darkness"가, 엔딩 크레딧에는 MGMT의 "Under the Porch"가 삽입되었다.

### 트랙 목록
| #            | 제목                            | 재생 시간 |
| ------------ | ------------------------------- | --------- |
| 1.           | 〈Maddie〉                      | 1:44      |
| 2.           | 〈Main Theme〉                  | 1:59      |
| 3.           | 〈Who's There?〉                | 0:38      |
| 4.           | 〈Following〉                   | 0:47      |
| 5.           | 〈Newspaper〉                   | 1:25      |
| 6.           | 〈Don't You Find It Odd?〉      | 1:02      |
| 7.           | 〈What Could've Happened〉      | 0:56      |
| 8.           | 〈Nightmares〉                  | 0:33      |
| 9.           | 〈Snip〉                        | 1:21      |
| 10.          | 〈Daybreak〉                    | 0:41      |
| 11.          | 〈Troubled Person〉             | 1:04      |
| 12.          | 〈Where Are You?〉              | 4:16      |
| 13.          | 〈Map〉                         | 1:00      |
| 14.          | 〈Waiting Game〉                | 0:49      |
| 15.          | 〈Gasoline〉                    | 1:11      |
| 16.          | 〈Stop Right There〉            | 0:51      |
| 17.          | 〈Serious Hot Water〉           | 1:01      |
| 18.          | 〈Donna〉                       | 1:00      |
| 19.          | 〈James〉                       | 1:13      |
| 20.          | 〈Room to Room〉                | 1:51      |
| 21.          | 〈What Did I Tell You?〉        | 0:50      |
| 22.          | 〈On a Mission〉                | 0:45      |
| 23.          | 〈Drag〉                        | 0:30      |
| 24.          | 〈I Think She Cut My Hair〉     | 2:45      |
| 25.          | 〈Gasoline II〉                 | 1:40      |
| 26.          | 〈Homesickness〉                | 1:57      |
| 27.          | 〈Are You Watching?〉           | 0:27      |
| 28.          | 〈Campbell's〉                  | 1:47      |
| 29.          | 〈If I Got Better〉             | 1:37      |
| 30.          | 〈Nametag〉                     | 1:07      |
| 31.          | 〈The Flight〉                  | 3:42      |
| 32.          | 〈Into the Lair〉               | 2:12      |
| 33.          | 〈One Shot〉                    | 0:57      |
| 34.          | 〈Locked〉                      | 1:21      |
| 35.          | 〈Swarm〉 (feat. 메리 래티모어) | 1:32      |
| 36.          | 〈I Found You〉                 | 2:32      |
| 총 재생 시간 | 총 재생 시간                    | 42:14     |

## 개봉
《웨폰》은 2025년 8월 8일 미국에서 개봉되었다. 이 영화는 원래 2026년 1월 16일에 개봉될 예정이었다.

## 평가

### 흥행
2025년 8월 10일 기준 현재 《웨폰》은 미국과 캐나다에서 4,880만 달러, 그 외 지역에서 3,250만 달러를 벌어들여 전 세계적으로 총 8,130만 달러의 수익을 기록했다.
미국과 캐나다에서 《웨폰》은 《프리키 프라이데이 2》와 《스케치》와 함께 개봉되었으며, 개봉 첫 주말 3,200개 극장에서 2,500만~4,000만 달러의 수익을 올릴 것으로 예상되었다. 목요일 시사회에서 570만 달러를 벌어들였다. 목요일 시사회 수익을 포함하여 금요일 박스 오피스에서 1,820만 달러를 벌어들인 후, 개봉 첫 주말에는 4,000만~4,300만 달러를 벌어들일 것으로 예상되었다. 이 영화는 4,350만 달러로 개봉하여 박스 오피스 1위를 차지했으며, 워너 브라더스가 6편 연속으로 4,000만 달러 이상을 벌어들이며 1위를 차지한 최초의 스튜디오라는 신기록을 세웠다.

### 비평
(영어) 95 – 로튼 토마토 가중 평균을 사용하는 메타크리틱은 이 영화에 100점 중 81점을 부여했으며 이는 46명의 평론가를 기반으로 "만장일치의 찬사"를 받았다. 시네마스코어에서 설문조사한 관객들은 이 영화에 A+부터 F까지의 척도에서 평균 "A-" 등급을 주었으며, 포스트트랙에서 설문조사한 관객들은 평균 별 4개(5점 만점)를 주었고, 65%는 "확실히 추천"할 것이라고 답했다.
엠파이어의 존 누젠트는 이 영화에 5점 만점에 완벽한 5점을 주며 다음과 같이 썼다. "사실 영화 전체는 통할 리 없지만 통한다. 실종된 아이들과 슬픔에 대한 영화를 대중적이라고 할 수 있을까? 잭 크레거의 손에서는 거의 아무런 노력 없이 느껴진다." RogerEbert.com의 브라이언 탈레리코는 이 영화에 4점 만점에 3.5점을 주며 《바바리안》의 더 뛰어난 후속작이라고 평하면서 "크레거의 야심 찬 각본의 가장 큰 강점 중 하나는 최근 몇 년간 많은 '고급 호러' 영화들이 했던 것처럼 모든 점을 연결하려 하지 않는다는 것이다. 하지만 《웨폰》의 발단이 되는 사건을 학교 총격 사건의 우화로 해석하는 것이 그리 어렵지는 않다"고 말했다. 버라이어티의 피터 데브루게는 이 영화를 칭찬하며 다음과 같이 썼다. "달콤쌉쌀한 결말에 대해 어떻게 생각하든 (많은 사람들은 이 영화의 어둡고 코믹하며 달콤쌉쌀한 결말을 기꺼이 받아들일 것이다), 크레거는 여기에서 놀라운 것을 성취했다. 그림 형제가 만들었을 법한 잔인하고 뒤틀린 취침 전 이야기를 만들어냈다. 아이들에게 친숙한 디즈니 버전이 아니라, 등장인물들이 명령에 따라 살인을 저지르고 관객들이 잠들기 어려워하는 그런 종류의 이야기다." 스크린 데일리의 팀 그리슨은 "크레거는 상영 시간 내내 던졌던 수수께끼에 대한 답을 훌륭하게 제공한다"며 "《웨폰》은 다양한 긴장감을 우아하게 균형을 맞추며, 마지막 20분 동안 훌륭하게 조율되고 그래픽적으로 폭력적인 장면에서 모든 긴장감이 카타르시스적으로 해소된다"고 덧붙였다. 더 버지의 찰스 풀리암-무어는 이 영화의 주제를 칭찬하며 다음과 같이 썼다. "《웨폰》의 더 인상적인 성과 중 하나는 공동체가 종종 실제 아이들을 위험에 빠뜨리는 것들을 직시하기보다는 편리한 부기맨을 탓하는 경향이 있다는 점을 지적하기 위해 그 논쟁적인 역동성을 기반으로 구축하는 방식이다."
IGN의 톰 조겐센은 이 영화에 10점 만점에 9점을 주며 다음과 같이 썼다. "《웨폰》은 정당하고 완전히 현실화된 장르 혼합 영화로, 작가이자 감독인 잭 크레거는 《바바리안》의 견딜 수 없는 긴장감과 블랙 유머의 조화를 새로운 수준의 날카로움으로 다듬었다." AP 통신의 마크 케네디는 이 영화에 5점 만점에 4.5점을 주며 다음과 같이 썼다. "3년 전 《바바리안》이 예상치 못한 새로운 영화 제작자의 목소리를 알렸다면, 《웨폰》은 실망시키지 않지만 놀라움이라는 이점은 없다."
TheWrap의 윌리엄 비비아니는 덜 긍정적인 평가를 내렸는데, 영화의 결말이 "크레거가 한 시간 이상 더 강력한 가능성을 숙고하도록 유도하지 않았다면 훨씬 덜 무섭고 훨씬 더 억지스러웠을 것"이라고 보았다. 그럼에도 불구하고 그는 출연진, 특히 브롤린과 가너가 "어렵고 다층적인 연기"를 해냈다고 칭찬했으며, 촬영 감독이 "모든 장면에서 가장 섬뜩한 카메라 앵글을 찾아냈다"고 말했다.

### 수상
2025년 6월 30일, 이 영화는 제8회 아스트라 미드 시즌 영화상에서 아스트라 미드 시즌 영화상 최다 기대작상 후보에 올랐다.

## 미래
크레거는 버라이어티와의 인터뷰에서 《웨폰》의 잠재적인 속편에 대해 언급하며 "이 세계에서 또 다른 아이디어를 가지고 있고, 그것에 대해 흥분하고 있다. 다음 작품으로 만들지는 않을 것이고, 아마 다음 다음 영화 이후에도 만들지는 않겠지만, 언젠가 스크린에서 보고 싶다"고 말했다.